# Église Saint-Pierre-et-Saint-Michel de Saint-Urcize
L'église Saint-Pierre-et-Saint-Michel est une église catholique située à Saint-Urcize, en France. La chapelle septentrionale ayant servi de sépulture à la famille de Canillac, est dédiée à saint Michel. 

## Localisation
L'église est située dans le département français du Cantal, sur la commune de Saint-Urcize.

## Historique
En 1074, cette église a été donnée par Robert de Saint Urcize et son frère Bertrand au monastère Saint-Victor de Marseille. Vers 1167, cette église est affectée à l'abbaye de la Chaise Dieu qui crée le prieuré de Saint-Pierre.
L'édifice est classé au titre des monuments historiques par arrêté du 22 décembre 1921.

## Description

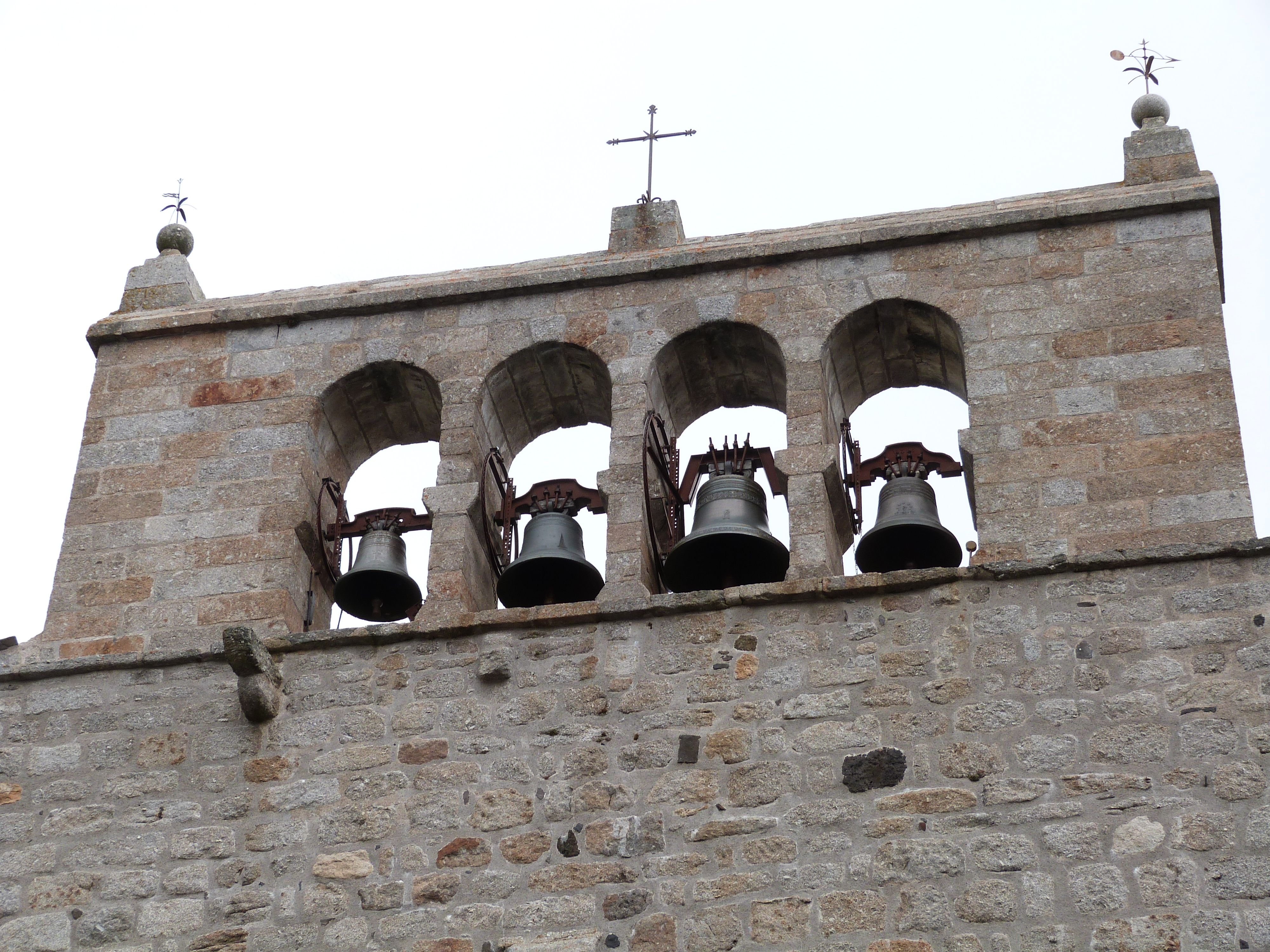
Baies campanaires du clocher-mur.
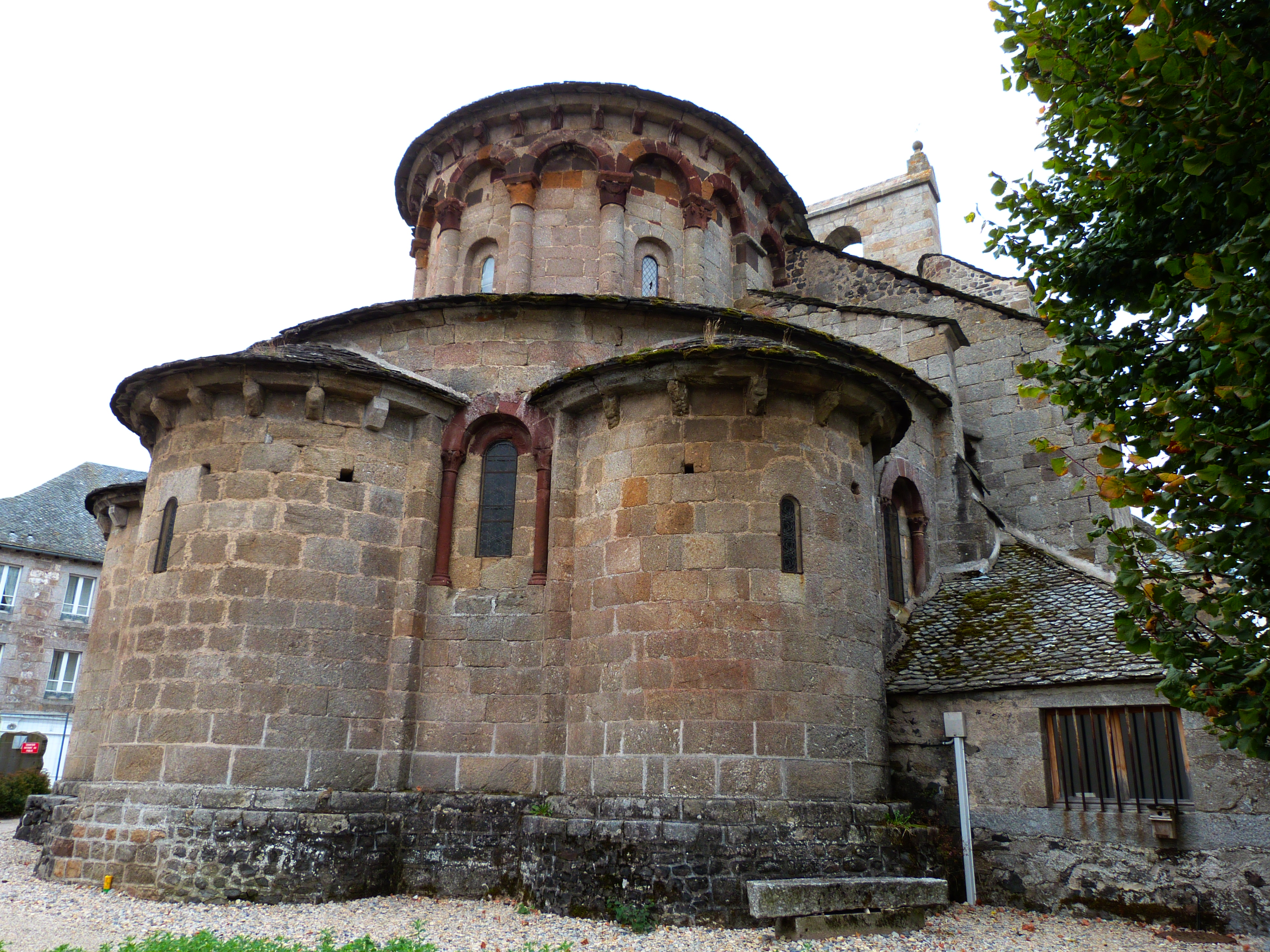
Le chevet de l'église.
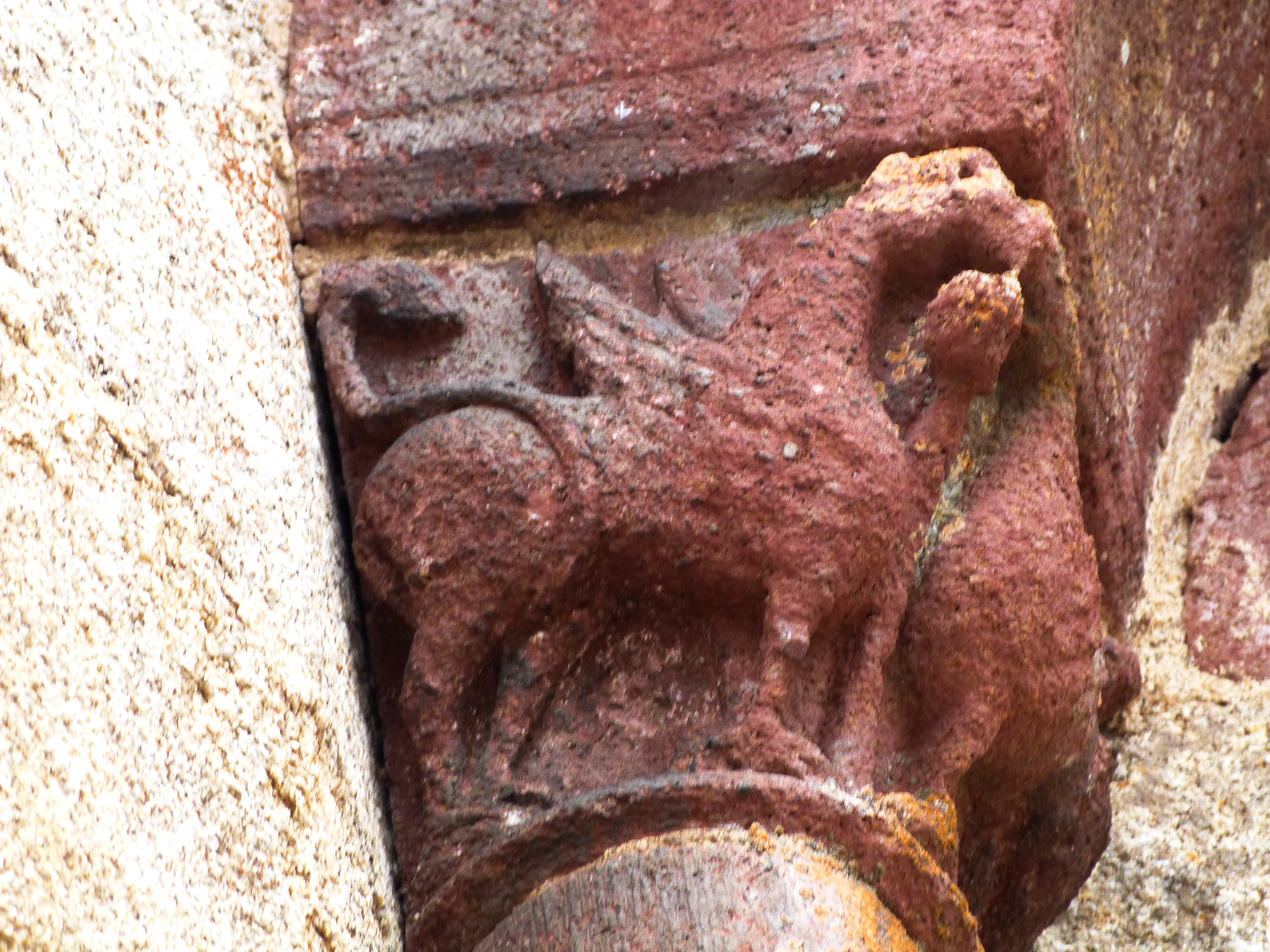
Chapiteau sculpté d'une baie du chevet.
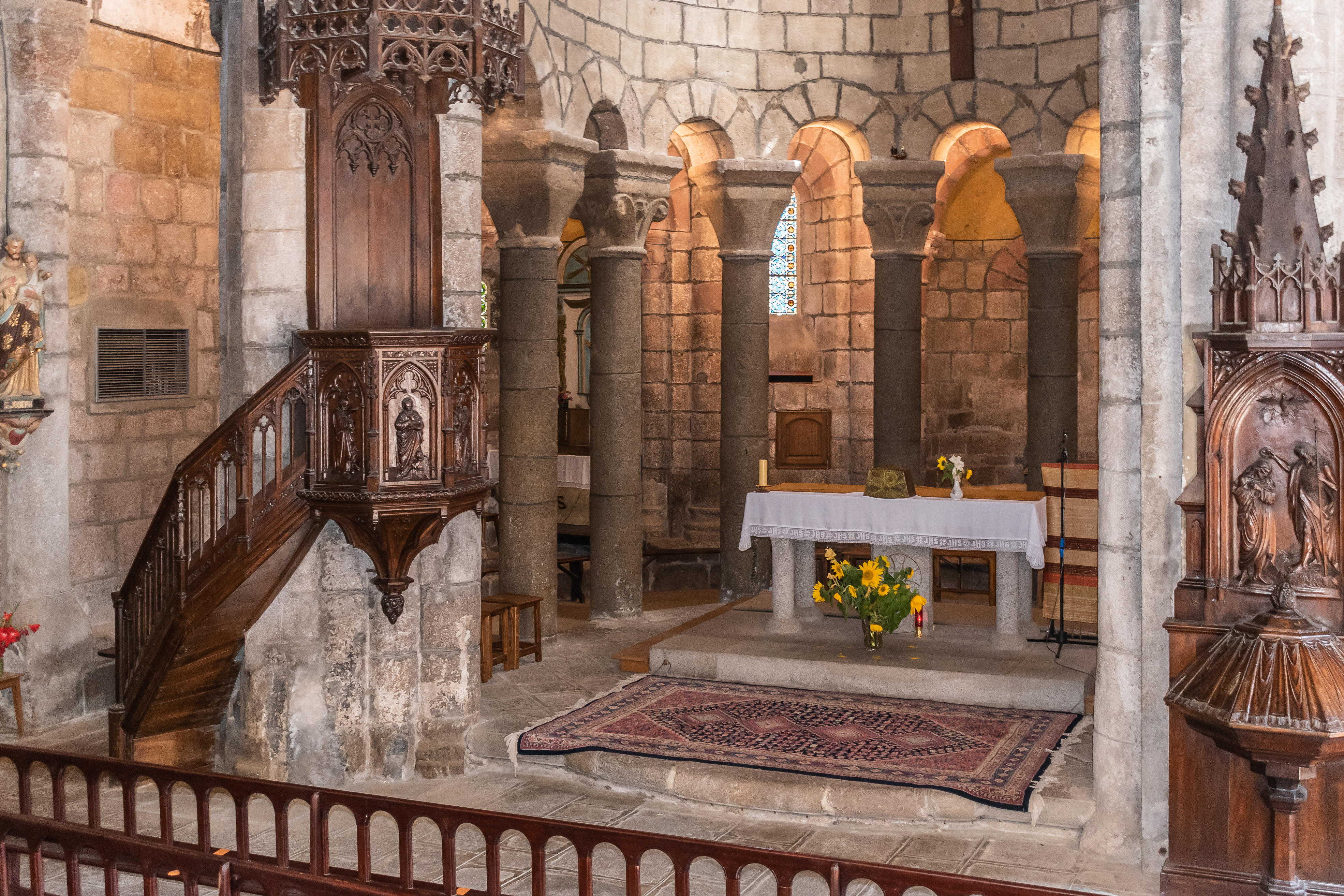
Le chœur.